# Charles Lubulwa
Charles Lubulwa (sinh ngày 28 tháng 12 năm 1964) là một vận động viên quyền Anh đã giải nghệ người Uganda. Ông từng thi đấu tại Thế vận hội Mùa hè 1980, nơi ông trở thành vận động viên trẻ tuổi nhất ở Uganda từng thi đấu tại một Thế vận hội Olympic, khi chỉ mới 15 năm và 206 ngày tuổi. Ông cũng đã lọt vào vòng tứ kết nội dung quyền Anh tại Thế vận hội Mùa hè 1984 và thi đấu Thế vận hội Mùa hè 1988.

## Cuộc sống ban đầu
Lubulwa được sinh ra tại Naguru, Uganda. Ông học tại trường tiểu học St Judes, nơi ông tập luyện và thi đấu quyền Anh trái với mong muốn của cha ông. Hai anh em của Lubulwa, Fred Mutuweta và Robin Lukanga, cũng trở thành võ sĩ quyền Anh. Mặc dù Lubulwa đủ tiêu chuẩn để thi đấu tại Giải vô địch quyền Anh quốc gia Uganda năm 1977 nhưng cha ông đã chuyển Lubulwa đến một trường mới, St Charles Lwanga, với hy vọng đưa Lubulwa ra khỏi quyền Anh nhưng ông vẫn tiếp tục tập luyện riêng vì trường không có cơ sở phù hợp.
Huấn luyện viên cũ của Lubulwa, Fred Genza, đã tiếp cận trường học trong nỗ lực cho phép Lubulwa thi đấu trong một giải đấu quyền Anh quốc gia. Hiệu trưởng của trường đã đồng ý và Lubulwa đã đến Kampala, sống cùng Genza để che giấu việc tham gia giải đấu không cho cha ông biết. Ông đã giành được một huy chương bạc trong giải đấu này. Khi Lubulwa trở lại trường, ông thấy rằng những học sinh khác đã theo dõi sự tiến bộ của ông và trường đã sớm giới thiệu chương trình đấm bốc riêng.

## Sự nghiệp
Các thành tích của Lubulwa đã thu hút sự chú ý của Grace Sseruwagi, huấn luyện viên trưởng của Đội tuyển quyền Anh quốc gia Uganda. Sseruwagi đã chọn Lubulwa trong đội hình của mình để thi đấu tại Thế vận hội Mùa hè 1980 tại Moskva. Tham gia giải đấu khi chỉ mới 15 năm và 206 ngày tuổi, Lubulwa là vận động viên trẻ nhất của Uganda từng thi đấu tại một Thế vận hội Olympic. Sau khi thất bại ngay từ vòng đầu tiên, Lubulwa phải đấu với vận động viên người Hungary György Gedó. Đối thủ của Lubulwa có nhiều kinh nghiệm hơn, với tấm huy chương vàng tại Thế vận hội Mùa hè 1972 và đang thi đấu tại Thế vận hội thứ tư của mình. Gedó đã đánh bại Lubulwa trong trận đấu đó.
Lubulwa đã được Sseruwagi lựa chọn một lần nữa để thi đấu tại Đại hội Thể thao Khối Thịnh vượng chung 1982 ở Brisbane, Úc. Ông đã lọt vào tứ kết của giải đấu trước khi bị đánh bại. Ông vẫn giữ được vị trí của mình trong đội hình của đội tuyển Uganda ở Thế vận hội Mùa hè 1984 tại Los Angeles, Hoa Kỳ. Trong vòng đầu tiên, Lubulwa đã giành chiến thắng đầu tiên tại Olympic bằng cách đánh bại Shane Knox của Úc về số điểm. Những chiến thắng tiếp theo trước Dieudonné Mzatsi và Paul Fitzgerald đã đưa Lubulwa vào tứ kết. Ông đã bị đánh bại bởi Peter Konyegwachie người Nigeria.
Năm 1985, Lubulwa đã giành huy chương vàng tại một giải đấu quyền anh ở Đức. Lubulwa đã đưa huy chương cho một quan chức chính phủ, người này sau đó gửi tấm huy chương cho Quốc hội Uganda để giúp thành tích của ông được công nhận. Tuy nhiên, huy chương đã bị mất trong lúc hoảng loạn sau một tin đồn liên quan đến Quân đội Kháng chiến Quốc gia Uganda.
Lubulwa đã được chọn để tham gia Thế vận hội Mùa hè 1988 tại Seoul, Hàn Quốc. Ông đã được chọn làm đội trưởng của đội tuyển Uganda ở Thế vận hội, trong đó có sự góp mặt của anh trai ông, Fred Mutuweta. Lubulwa đã bị đánh bại ở vòng đầu tiên bởi Blessing Onoko của Nigeria sau khi trọng tài cho dừng trận đấu ở vòng thứ ba. Hai anh em Lubulwa cũng đã có thể tham gia Thế vận hội Khối thịnh vượng chung 1990 tại Auckland, New Zealand, tuy nhiên, ông đã bị sốt rét chỉ vài ngày trước khi bắt đầu Thế vận hội. Sự thất vọng cuối cùng đã khiến Lubulwa giải nghệ.

## Sau khi giải nghệ
Sau khi giải nghệ, Lubulwa trở thành huấn luyện viên trưởng của câu lạc bộ quyền Anh tại Kampala.